# Griechische Badmintonmeisterschaft
Die Griechischen Meisterschaften im Badminton werden seit 1990 ausgetragen. 1991 wurden erstmals Juniorentitelkämpfe ausgetragen, 1992 erstmals Mannschaftstitelkämpfe. Im Jahr 2000 starteten die internationalen Titelkämpfe.

## Die Titelträger
| Saison | Herreneinzel           | Dameneinzel            | Herrendoppel                                | Damendoppel                                                | Mixed                                              |
| ------ | ---------------------- | ---------------------- | ------------------------------------------- | ---------------------------------------------------------- | -------------------------------------------------- |
| 1990   | George Tsavlakidis     | Stephanie Giantsi      | Charalambos Kazilas Stepan Partemian        | Ruth Scott Stephanie Giantsi                               | Stepan Partemian Alexandra Georgaki                |
| 1991   | George Tsavlakidis     | Ruth Scott             | Doukas Antoniou Stepan Partemian            | Ruth Scott Stephanie Giantsi                               | Jannis Organlis Alexandra Georgaki                 |
| 1992   | Jannis Organlis        | Stephanie Giantsi      | George Georgoudis Dukof                     | Ruth Scott Stephanie Giantsi                               | Potten Ruth Scott                                  |
| 1993   | Stepan Partemian       | Christiana Iliopoulou  | George Georgoudis Stepan Partemian          | Floriana Iliopoulou Christiana Iliopoulou                  | George Georgoudis Papapostolou                     |
| 1994   | Pavlos Charalambidis   | Christiana Iliopoulou  | George Georgoudis Gerostergiou              | Floriana Iliopoulou Christiana Iliopoulou                  | George Georgoudis Christiana Iliopoulou            |
| 1995   | Pavlos Charalambidis   | Ruth Scott             | Pavlos Charalambidis Kechlimpari            | Ruth Scott Orzel                                           | George Georgoudis Ruth Scott                       |
| 1996   | Pavlos Charalambidis   | Elena Kenta            | Pavlos Charalambidis Kexlimparis            | Ruth Scott Christiana Iliopoulou                           | George Georgoudis Ruth Scott                       |
| 1997   | Christos Tsartsidis    | Elena Kenta            | Christos Tsartsidis Panagiotis Pakaiser     | Ruth Scott Irini Hatzara                                   | Aristidis Ktenioudakis Elena Kenta                 |
| 1998   | Vasilios Velkos        | Savvato Avramidou      | Pavlos Charalambidis George Galvas          | Savvato Avramidou Sotiroglou                               | Giorgos Patis Chrisa Georgali                      |
| 1999   | Vasilios Velkos        | Antonia Karagiaouridou | Vasilios Velkos Giorgos Patis               | Antonia Karagiaouridou Stella Theodoridou                  | Vasilios Velkos Chrisa Georgali                    |
| 2000   | Theodoros Velkos       | Antonia Karagiaouridou | Vasilios Velkos Evandros Votsis             | Antonia Karagiaouridou Stella Theodoridou                  | Theodoros Velkos Chrisa Georgali                   |
| 2001   | Theodoros Velkos       | Chrisa Georgali        | Theodoros Velkos Giorgos Patis              | Chrisa Georgali Evagelia Tetradi                           | Giorgos Patis Chrisa Georgali                      |
| 2002   | Pavlos Charalambidis   | Christina Mavromatidou | Pavlos Charalambidis Christos Tsartsidis    | Anna Charalambidou Stavroula Poutoka                       | Pavlos Charalambidis Anna Charalambidou            |
| 2003   | Pavlos Charalambidis   | Christina Mavromatidou | Pavlos Charalambidis Christos Tsartsidis    | Chrisa Georgali Christina Mavromatidou                     | Georgios Charalambidis Chrisa Georgali             |
| 2004   | Pavlos Charalambidis   | Christina Mavromatidou | Pavlos Charalambidis Christos Tsartsidis    | Chrisa Georgali Susana Samara                              | Theodoros Velkos Evagelia Tetradi                  |
| 2005   | Theodoros Velkos       | Christina Mavromatidou | Georgios Charalambidis Panagiotis Skarlatos | Chrisa Georgali Ioanna Karkantzia                          | Georgios Charalambidis Chrisa Georgali             |
| 2006   | Theodoros Velkos       | Chrisa Georgali        | Giorgos Patis Theodoros Velkos              | Elena Iakovou Ioanna Karkantzia                            | Giorgos Patis Chrisa Georgali                      |
| 2007   | Theodoros Velkos       | Elena Iakovou          | Giorgos Patis Theodoros Velkos              | Elena Iakovou Anna Charalambidou                           | Panagiotis Skarlatos Antonia Karagiaouridou        |
| 2008   | Panagiotis Skarlatos   | Theodora Ligomenou     | Georgios Charalambidis Theodoros Velkos     | Christina Diamantopoulou Kyriaki Aslanidi                  | Georgios Charalambidis Ismini Papathanasiou        |
| 2009   | Georgios Charalambidis | Theodora Ligomenou     | Georgios Galvas Kiomourtzidis Vasilis       | Theodora Ligomenou Ioanna Karkantzia                       | Georgios Charalambidis Fotini Stavrousi            |
| 2010   | Georgios Charalambidis | Theodora Ligomenou     | Theodoros Velkos Georgios Charalambidis     | Theodora Ligomenou Ioanna Karkantzia                       | Stefanos Xanthopoulos Anna Giannakidou             |
| 2011   | Georgios Charalambidis | Theodora Ligomenou     | Georgios Charalambidis Dimitrios Orlis      | Theodora Ligomenou Ioanna Karkantzia                       | Theodoros Velkos Irini Tenta                       |
| 2012   | Panagiotis Skarlatos   | Theodora Ligomenou     | Georgios Galvas Panagiotis Skarlatos        | Kyriaki Aslanidi Christina Diamantopoulou                  | Ilias Xanthou Antonia Karagiaouridou               |
| 2013   | Ilias Xanthou          | Theodora Ligomenou     | Georgios Galvas Panagiotis Skarlatos        | Evgenia Vaggeli Christina Diamantopoulou                   | Thomas Leventis Antonia Karagiaouridou             |
| 2014   | Ilias Xanthou          | Eleni Papadopoulou     | Dimitrios Chrisochoou Antonios Chatzifotis  | Irini Tenta Eleni Melikidou                                | Thomas Leventis Eleni Papadopoulou                 |
| 2015   | Panagiotis Skarlatos   | Iliana Mantouka        | Georgios Galvas Panagiotis Skarlatos        | Aristea Apostolidou Eleni Melikidou                        | Stamatis Tsigirdakis Ioanna Kontou-Founta          |
| 2016   | Ilias Xanthou          | Eleni Papadopoulou     | Georgios Galvas Panagiotis Skarlatos        | Eleni Papadopoulou Eleni Melikidou                         | Panagiotis Skarlatos Eleni Melikidou               |
| 2017   | Stamatis Tsigirdakis   | Polyvia Tzika          | Georgios Galvas Panagiotis Skarlatos        | Zoi Aleli Polyvia Tzika                                    | Paschalis Melikidis Eleni Melikidou                |
| 2018   | Stamatis Tsigirdakis   | Polyvia Tzika          | Georgios Galvas Panagiotis Skarlatos        | Zoi Aleli Eleni Papadopoulou                               | Georgios Galvas Polyvia Tzika                      |
| 2019   | Panagiotis Skarlatos   | Irini Tenta            | Petros Tentas Stamatis Tsigirdakis          | Irini Tenta Irini Gougleri                                 | Petros Tentas Irini Gougleri                       |
| 2020   | Stamatis Tsigirdakis   | Grammatoula Sotiriou   | Paschalis Melikidis Panagiotis Skarlatos    | Theodora Lambrianidou Grammatoula Sotiriou                 | Georgios Orfeas Tsamousiadis Theodora Lambrianidou |
| 2021   | Paschalis Melikidis    | Grammatoula Sotiriou   | Paschalis Melikidis Panagiotis Skarlatos    | Theodora Lambrianidou Grammatoula Sotiriou                 | Andreas Bittner Theodora Lambrianidou              |
| 2022   | Stamatis Tsigirdakis   | Grammatoula Sotiriou   | Petros Tentas Stamatis Tsigirdakis          | Theodora Lambrianidou Grammatoula Sotiriou                 | Ilias Xanthou Theodora Fragoulidou                 |
| 2023   | Paschalis Melikidis    | Grammatoula Sotiriou   | Paschalis Melikidis Axilleas Tsartsidis     | Athanasia Paulina Vlachantoni Antonia Petroula Vlachantoni | Stamatis Tsigirdakis Theodora Lambrianidou         |
| 2024   | Stamatis Tsigirdakis   | Grammatoula Sotiriou   | George Galvas Ilias Xanthou                 | Ekaterini Spyridopoulou Theodora Lambrianidou              | Stamatis Tsigirdakis Theodora Lambrianidou         |
| 2025   | Paschalis Melikidis    | Grammatoula Sotiriou   | Paschalis Melikidis Axilleas Tsartsidis     | Melina Maria Anastasiou Grammatoula Sotiriou               | Evangelos Stavros Anastasiou Grammatoula Sotiriou  |